# Cesura
La cesura (del latín caesura: cortadura) es el espacio o pausa dentro de un verso separando dos partes llamadas hemistiquios. Es posible encontrar más de una cesura en el mismo verso, ya que hay algunos versos que aparecen divididos en más de un hemistiquio; si el verso es de más de once sílabas es obligatorio que haya al menos una cesura. El final de un hemistiquio es considerado como el fin de un verso, y, por ende, según lo establecido por la ley del acento final, se le restará una sílaba métrica si la palabra final es esdrújula, se quedará igual si es llana y se le sumará una sílaba métrica si es aguda. Puede haber una rima interna entre versos contiguos, según las mismas reglas de la rima en general, y también pueden existir encabalgamientos entre las mitades del hemistiquio. 
Veamos cómo se aprecia esta pausa interior cada siete sílabas en el poema hecho en versos alejandrinos de Rubén Darío, el cual ha sido incluido en su libro Azul... (1888).

Es algo formidable que vio la vieja raza:

robusto tronco de árbol al hombro de un campeón

salvaje y aguerrido, cuya fornida maza

blandiera el brazo de Hércules, o el brazo de Sansón.

Por casco sus cabellos, su pecho por coraza,

pudiera tal guerrero, de Arauco en la región,

lancero de los bosques, Nemrod que todo caza,

desjerretar un toro, o estrangular un león.

Anduvo, anduvo, anduvo. Le vio la luz del día,

le vio la tarde pálida, le vio la noche fría,

y siempre el tronco de árbol a cuestas del titán.

"¡El Toqui, el Toqui!", clama la conmovida casta.

Anduvo, anduvo, anduvo. La Aurora dijo: "basta",

e irguiose la alta frente del gran Caupolicán.

Caupolicán, de Rubén Darío